# Bertha Brouwer
Bertha Brouwer (Leidschendam, Países Bajos, 29 de octubre de 1930-6 de octubre de 2006) fue una atleta neerlandesa, especializada en la prueba de 200 m en la que llegó a ser subcampeona olímpica en 1952.

## Carrera deportiva
En los JJ. OO. de Helsinki 1952 ganó la medalla de plata en los 200 metros, con un tiempo de 24.2 segundos, llegando a meta tras la australiana Marjorie Jackson (oro con 23.7 segundos) y por delante de la soviética Nadezhda Khnykina-Dvalishvili (bronce).